# Odaát (8. évad)
Az Odaát (Supernatural) nyolcadik évada 2012. október 3. és 2013. május 15. között futott az amerikai The CW csatornán, Magyarországon 2017-ben adták le.

## Karakterek a 8. évadban
- Dean Winchester
- Sam Winchester
- Castiel